# 巴彦诺尔 (锡林浩特)
巴彦诺尔也作白彦淖尔，是一个位于中国内蒙古自治区锡林郭勒盟锡林浩特市宝力根苏木巴彦淖尔嘎查西南的一座鹹水湖，水面高程1046米，水深6～9米，水面面积8.53平方千米。湖泊呈椭圆形，南北长，东西窄，湖水主要依靠周边汛期山洪水。湖南岸有101省道经过。